# Galia

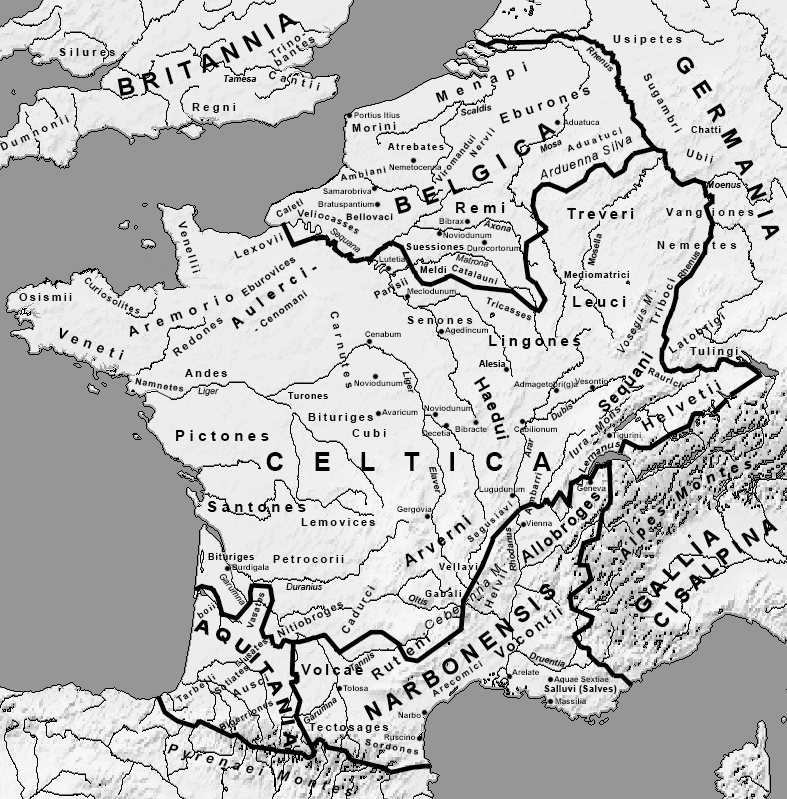
Harta Galiei, ca. 58 î.Hr.

Galia (în latină Gallia, și în greacă Galatia) a fost regiunea Europei de Vest care includea nordul Italiei moderne, Franța, Belgia, Elveția occidentală și părți ale Olandei și ale Germaniei pe partea vestică a fluviului Rin.

## Istorie
În antichitate, galii, un popor celtic, locuiau pe acest teritoriu, precum și în alte părți a Europei, vorbind limba galică. În afară de gali, existau și alte popoare pe teritoriul nordului Italiei moderne, ca lepontii care locuiau la poalele sudice ale Alpilor italieni, în Raetia.
Galii sub comanda lui Brennus au ocupat Roma în anul 390 î.Hr. În lumea egeeană, o migrație a galilor răsăriteni a apărut în Tracia, la nordul Greciei, în 281 î.Hr. Un alt căpitan numit Brennus, în fruntea unei armate largi, a renunțat să distrugă Templul lui Apollo din Delfi doar în ultimul minut, văzând, conform legendei, o amenințare în formă de fulger. În același timp o bandă migratorie de celți, circa 10.000 de luptători, împreună cu femeile, copiii, și sclavii lor treceau prin Tracia. Trei triburi galice au trecut din Tracia în Anatolia la invitația regelui bitinian Nicomedes I, care a cerut ajutor pentru lupta sa contra fratelui său. Ulterior ei s-au stabilit în Frigia și Cappadocia în Anatolia centrală, o regiune care de atunci înainte s-a numit Galatia.

Vercingetorix în fața lui Cezar

În Galia propriu-zisă, Vercingetorix (72-46 î.Hr.) a rezistat cu eroism în fața romanilor. Romanii fiind însă foarte puternici, iar conducătorul lor, Cezar, dovedindu-se un mare comandant de oști, Vercingetorix s-a predat și a fost omorât în închisoare, prin sufocare, după ce a așteptat 7 ani. Galia a fost transformată în provincie romană, devenind una dintre cele mai înfloritoare.

## Despre gali (obiceiurile galilor)

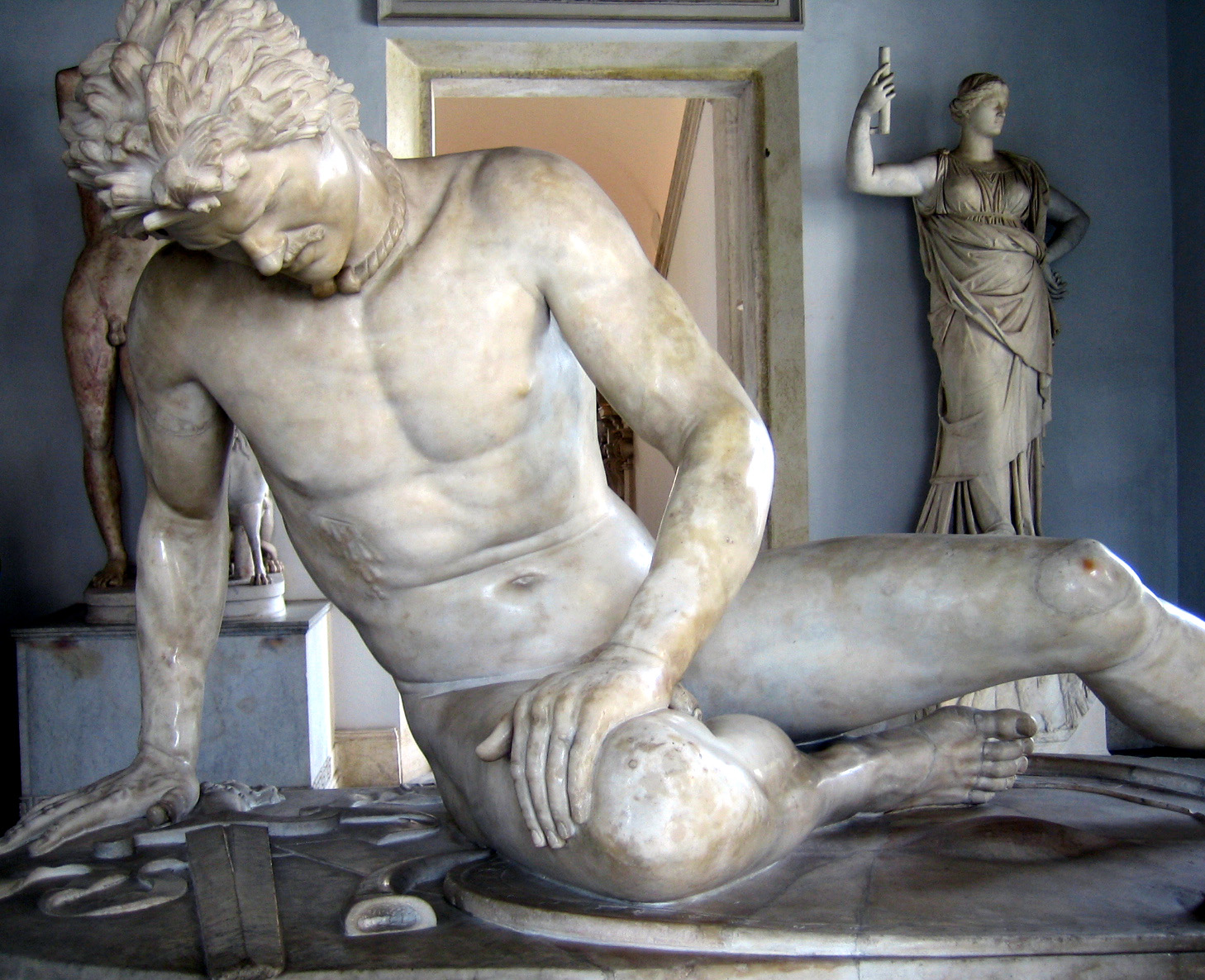
Moartea galului - statuie

Strămoșii francezilor au fost galii. Aceștia se ocupau cu agricultura și creșterea animalelor. Erau vestiți pentru armele, uneltele și podoabele făcute de ei. Le plăcea curățenia (potrivit lui Pliniu cel Bătrân, ei au fost primii utilizatori de săpun în Europa occidentală). Locuințele lor erau mai ales de formă rotundă, construite din lemn și acoperite cu stuf. Galii purtau pantaloni făcuți din diverse materiale. Obișnuiau să se împodobească cu brățări și fibule. Realizau lucrări artistice, cum ar fi minunate bijuterii, sculpturi etc. Erau războinici faimoși; în anii 400 î.Hr., ei cuceriseră Roma.
Așezare
- în Europa de Vest, pe teritoriul Franței de azi;
- patria lor, Galia, era numită și "țara pădurilor" (erau foarte multe păduri în această țară).

Ocupații
- agricultura și creșterea animalelor;
- galii erau buni meșteșugari, cunoșteau roata olarului și prelucrarea fierului (în această privință, geto-dacii au luat exemplu de la gali);
- făceau comerț în toată Europa și în regiuni mai îndepărtate;
- uneltele, armele și podoabele lor erau cunoscute și bine apreciate.

Locuințe
- colibe de lemn acoperite cu paie;
- lângă casă aveau locuri speciale pentru animale.

Îmbrăcăminte
- foloseau țesături din lână și in;
- bărbații purtau pantaloni largi legați cu o centură, iar femeile rochii lungi prinse la mijloc;
- peste o tunică (îmbrăcăminte închisă până la gât) purtau o manta mai lungă din lână;
- îmbrăcămintea era frumos vopsită cu ajutorul plantelor;
- în picioare purtau opinci din piele, asemănătoare țăranilor români de altădată.

Obiceiuri
- galii erau fără frică, uneori se duceau la luptă fără îmbrăcăminte sau obiecte de protecție, dorind să își arate astfel curajul și vitejia;
- mai târziu și-au confecționat îmbrăcăminte de protecție pentru corp și coifuri pentru protecția capului;
- trăiau organizați în familii și triburi conduse de un șef care era numit pe timp de un an;
- la tinerii războinici exista obiceiul să poarte barbă și plete cel puțin până la înfrângerea primului dușman;
- erau preocupați mult și de curățenia corpului.

## Un popor divizat în multe seminții
Sunt principalele triburi galice întâmpinate de Iuliu Cezar în timpul războaielor galice (58 î.Hr.- 51 î.Hr.):
| Nume în latină (și româna)           | Nume în franceză               | Amplasament geografic curent                   | Majore orașe (în latină)               | Numele curent de orașe             |
| ------------------------------------ | ------------------------------ | ---------------------------------------------- | -------------------------------------- | ---------------------------------- |
| Allobroges (Allobrogi)               | (Les) Allobroges               | Isère, Savoie                                  | Vienna, Cularo, Genua                  | Vienne, Grenoble, Geneva           |
| Ambiani                              | (Les) Ambiens                  | Somme                                          | Samarobriva                            | Amiens                             |
| Arverni(Arveni)                      | (Les) Arvernes                 | Auvergne                                       | Gergovia, Nemossos (Augustonemetum)    | La Roche-Blanche, Clermont-Ferrand |
| Atrebates                            | (Les) Atrébates                | Artois, din Belgia                             | Nemetacum                              | Arras                              |
| Bellovaci                            | (Les) Bellovaques              | Oise                                           | Bratuspantium                          | (?) Nelocalizat                    |
| Bituriges Cubi (Biturigi Cubi)       | (Les) Bituriges Cubes          | Indre, Cher                                    | Avaricum                               | Bourges                            |
| Bituriges Vivisci (Biturigi Vivisci) | (Les) Bituriges Vivisques      | Gironde                                        | Burdigala                              | Bordeaux                           |
| Cadurci                              | (Les) Cadurques                | Perigord, Quercy                               | Uxellodunum, Divona                    | Ussel, Cahors                      |
| Carnutes (Carnuți)                   | (Les) Carnutes                 | Beauce                                         | Autricum, Cenabum                      | Chartres, Orléans                  |
| Eburones (Eburoni)                   | (Les) Éburons                  | Ardennes, din Belgia                           |                                        |                                    |
| Hædui (Ædui)                         | (Les) Héduens sau (Les) Éduens | Burgundia                                      | Bibracte, Matisco                      | Mont-Beuvray, Mâcon                |
| Helvetii (Helveți)                   | (Les) Helvètes                 | Elveția                                        |                                        |                                    |
| Lemovices                            | (Les) Lémovices                | Limousin                                       | Augustoritum                           | Limoges                            |
| Lexovii                              | (Les) Lexoviens                | Normandia de Jos                               | Noviomagus Lexovii                     | Lisieux                            |
| Mandubii                             | (Les) Mandubiens               | Burgundia sau Jura                             | Alesia                                 | Alise Sainte-Reine                 |
| Mediomatrici                         | (Les) Médiomatrices            | Moselle, Lorena                                | Dividorum                              | Metz                               |
| Nervii                               | (Les) Nerviens                 | Artois, din Belgia                             | Bagacum                                | Bavay                              |
| Parisii                              | (Les) Parisiens                | Île-de-France                                  | Lutetia                                | Lutèce (Paris?)                    |
| Pictavii                             | (Les) Pictons                  | Poitou-Charentes                               | Limonum                                | Poitiers                           |
| Remi                                 | (Les) Rèmes                    | Champagne                                      | Durocortorum, Bibrax                   | Reims                              |
| Salluvii                             | (Les) Salyens                  | Bouches-du-Rhône, Provence-Alpi-Coasta de Azur | (?)Nume necunoscut                     | oppidum la Entremont               |
| Senones (Senoni)                     | (Les) Sénons                   | Yonne                                          | Agedincum                              | Sens                               |
| Sequani                              | (Les) Séquanes                 | Franche-Comté                                  | Vesontio                               | Besançon                           |
| Treveri                              | (Les) Trévires                 | Renania-Palatinat, din Germania                | (?)Nume necunoscut, Augusta Treverorum | oppidum la Titelberg, Trier        |
| Turones (Turoni)                     | (Les) Turons                   | Indre-et-Loire                                 |                                        |                                    |
| Veneti                               | (Les) Vénètes                  | Bretania                                       |                                        |                                    |
| Vocontii                             | (Les) Voconces                 | Drôme, Hautes-Alpes, Vaucluse                  | Vasio, Lucus                           | Vaison-la-Romaine, Luc-en-Diois    |
| Volcæ Tectosages (Volchi tectosagi)  | (Les) Volques Tectosages       | Haute-Garonne, Midi-Pyrénées                   | Tolosa                                 | Toulouse                           |

Îndeobște, numele popoarelor din Galia nu sunt traduse în limba română. Numele în latină și în franceză sunt aici pentru a determina traducerile posibile.